# Kamandar Madžydaŭ
Kamandar Bafalievič Madžydaŭ (in bielorusso Камандар Бафаліевіч Маджыдаў?; in russo Камандар Бафалиевич Маджидов?, Kamandar Bafalievič Madžidov; 7 maggio 1961) è un ex lottatore bielorusso, fino al 1991 sovietico, specializzato nella lotta greco-romana.
È nato in Georgia, da una famiglia di origini azere.

## Palmarès

### Olimpiadi
- 1 medaglia:
  - 1 oro (Seul 1988 nei 62 kg[1])

### Mondiali
- 4 medaglie:
  - 2 ori (Budapest 1986 nei 62 kg[1]; Martigny 1989 nei 68 kg[1])
  - 2 argenti (Clermont-Ferrand 1987 nei 62 kg[1]; Toronto 1993 nei 68 kg[2])

### Europei
- 4 medaglie:
  - 3 ori (Jönköping 1984 nei 62 kg[1]; Lipsia 1985 nei 62 kg[1]; Aschaffenburg 1991 nei 68 kg[1])
  - 1 bronzo (Istanbul 1994 nei 68 kg[2])

### World Cup
- 1 medaglia:
  - 1 oro (Göteborg 1990 nei 68 kg[1])